# 保土谷化学工業
保土谷化学工業株式会社（ほどがやかがくこうぎょう、英: HODOGAYA CHEMICAL CO.,LTD.）は、旧興銀系の化学メーカー。染料や曹達化学を中心に、近年では機能性樹脂や電子材料も得意とする。社名は発祥地である神奈川県横浜市保土ケ谷区に由来するが、社名に「ケ」の字は入らない。また、現在保土ケ谷区内に事業所等は置かれていない。

## 沿革
- 1915年 - 神奈川県横浜市保土ケ谷区にて、製炭業・磯村産業の磯村音介により個人企業「程谷曹達工場」創業。日本初の電解法苛性ソーダ製造開始。
- 1916年 - 株式会社程谷曹達工場として法人化。
- 1925年 - 保土谷曹達株式会社に社名変更。
- 1934年 - 郡山市にあった（旧）東洋曹達株式会社を合併（現在の郡山工場）。
- 1939年 - 保土谷化学工業株式会社に社名変更。
- 1949年 - 東証・大証・名証上場。
- 1960年 - 日東化学工業（現・三菱ケミカル）との共同出資により日本ポリウレタン工業株式会社を設立。
- 1963年 - 子会社の日本パーオキサイド株式会社を設立。
- 1968年 - 株式会社アイゼンを設立。
- 1971年 - 南陽工場を開設。
- 1973年 - 保土谷工場を閉鎖。
- 1976年 - 保土谷エンジニアリング株式会社を設立。
- 1978年 - 保土谷建材工業株式会社を設立。
- 1985年 - 米国アシュランド社との共同出資により鋳物砂型造型剤の製造を行う保土谷アシュランド株式会社を設立。
- 1991年 - 筑波研究所を開設。
- 1993年 - 保土谷コントラクトラボ株式会社を設立。
- 1997年
  - 保土谷ロジスティックス株式会社を設立。
  - 上海事務所を開設。
- 2000年 - 東北保土谷株式会社を設立。
- 2006年
  - 三井物産との共同出資によりナノカーボンテクノロジーズ株式会社を設立。
  - 保土谷アシュランドの持ち分をアシュランドインターナショナル ホールディングスに譲渡[1]。
- 2007年 - 本社を東京都港区へ移転。
- 2008年 - 保土谷UPL株式会社設立。
- 2012年
  - 本社を東京都中央区へ移転。
  - 日本ポリウレタン工業の持ち分を東ソーに譲渡[2]。
- 2013年 - 日本パーオキサイド株式会社を吸収合併[3]。

## 事業所
- 本社 - 東京都港区東新橋一丁目9番2号　汐留住友ビル
- 大阪支店 - 大阪府大阪市中央区高麗橋4丁目1番1号
- 郡山工場 - 福島県郡山市谷島町4番5号
- 横浜工場 - 神奈川県横浜市鶴見区大黒町7番43号
- 南陽工場 - 山口県周南市福川南町1番1号
- 南陽分工場 - 山口県周南市開成町4530番地
- 筑波研究所 - 茨城県つくば市御幸が丘45番地
- 台北事務所 - 台北市大同区市民大道一段211號10樓20
- デュッセルドルフ事務所 - ドイツ・デュッセルドルフ市

## 主な製品
- 精密化学品
  - 有機EL材料をはじめ、各種電子材料
  - 染料
  - 食用色素他、食品・医薬品添加物
  - 農薬原体（塩素酸ナトリウム、過酸化カルシウム、除草剤など）
- 機能性樹脂
  - ポリウレタン材料
  - ポリマー
  - 建材（硬化剤・防水剤・接着剤など）
  - 鋳物砂用粘結剤
- 基礎化学品
  - 製紙用漂白剤（塩素酸ナトリウム）
  - 過酸化水素
  - 過炭酸ナトリウム

## 関連会社
- 保土谷建材株式会社
- 保土谷ロジスティックス株式会社
- 保土谷コントラクトラボ株式会社
- 桂産業株式会社
- 保土谷アグロテック株式会社
- 保土谷UPL株式会社
- HODOGAYA CHEMICAL (U.S.A.), INC.
- HODOGAYA CHEMICAL KOREA CO.,LTD.
- SFC CO.,LTD.
- 保土谷（上海）貿易有限公司
- HODOGAYA CHEMICAL EUROPE GmbH